# Almizclero
Almizclero är en udde i Antarktis. Den ligger i Västantarktis. Argentina, Chile och Storbritannien gör anspråk på området.
Terrängen inåt land är huvudsakligen kuperad, men åt sydväst är den platt. En vik av havet är nära Almizclero österut. Trakten är obefolkad. Det finns inga samhällen i närheten. 